# Cratere Ston
Ston  è un cratere sulla superficie di Marte.